# Aristida scribneriana
Aristida scribneriana är en gräsart som beskrevs av Albert Spear Hitchcock. Aristida scribneriana ingår i släktet Aristida och familjen gräs. Inga underarter finns listade i Catalogue of Life.